# Kimura Rie
Kimura Rie (木村 理恵, sinh ngày 30 tháng 7 năm 1971) là một cựu cầu thủ bóng đá nữ người Nhật Bản.

## Đội tuyển bóng đá nữ quốc gia Nhật Bản
Kimura Rie thi đấu cho đội tuyển bóng đá nữ quốc gia Nhật Bản từ năm 1996 đến 2001.

## Thống kê sự nghiệp
| Nhật Bản  | Nhật Bản | Nhật Bản |
| Năm       | Trận     | Bàn      |
| --------- | -------- | -------- |
| 1996      | 2        | 0        |
| 1997      | 0        | 0        |
| 1998      | 0        | 0        |
| 1999      | 6        | 0        |
| 2000      | 6        | 0        |
| 2001      | 7        | 0        |
| Tổng cộng | 21       | 0        |